# Proceso de restauración de la Seo
Entre 1980 y 2000 se emprendió en la Seo un proceso de restauración, en el que se procedió a remozar en profundidad el edificio. El proceso puede clasificarse en cuatro etapas:
- 1975-1987: excavación arqueológica, demolición de edificios cercanos y restauración de los pilares de la nave principal, tejados, aleros, vidrieras y cimentación. Fue dirigida por Ángel Peropadre Muiese (1980-1988).
- 1987-1992: restauración de la pared de la Parroquieta, del cimborrio, capillas de la cabecera y fachada neoclásica. A partir de esta etapa se cerró la catedral al culto. La dirección de esta fase le fue encomendada a Ignacio Gracia Bernal.
- 1992-1994: culminación de acciones anteriores y excavaciones de vestigios romanos y musulmanes. La dupla formada por Luis Franco Lahoz y Mariano Pemán Gavín estuvo encargada de la restauración en estos años.
- 1995-1998: restauración completa de la torre, chapitel, reloj, órgano, retablo mayor, yesería, capillas —aquellas que no se limpiaron entre 1987 y 1992— y el museo de tapices. Como la anterior, también fue dirigida por el equipo Franco-Pemán.
- La sacristía de la Seo ha permanecido en proceso de restauración hasta 2005.

## Historia
El principal objetivo de la restauración de la Seo fue consolidar las bases, techumbres y columnas del monumento catedralicio. No había podido llevarse a cabo el proceso por falta de recursos económicos y diferencias entre los expertos. Era tal el deterioro que alcanzaron retablos, capillas y las proporciones del exterior, que el arzobispo zaragozano, Elías Yanes Álvarez y el consejero de Cultura, José Bada, suscribieron, el 21 de noviembre de 1984, un acuerdo de colaboración al que se sumarían las cajas de ahorro de Zaragoza.
Como ya hemos visto, las obras comenzaron en 1987, y al año siguiente hubo de cerrarse por completo la catedral al culto. En 1991 se concluyó la limpieza de la fachada neoclásica, en medio de fortísimas polémicas debido a que fue pintada en blanco. Al año siguiente se termina de remozar el paño de azulejos de la fachada norte. A principios de 1994 se dotó a las obras de un nuevo presupuesto, administrado por la Diputación.
El 4 de octubre de 1996, fiesta de San Salvador, patrono de la Seo, el rey Juan Carlos I y su esposa la reina Sofía inauguraron, junto al arzobispo Elías Yanes, la parte norte ya restaurada. A partir de entonces se reabrió parcialmente la catedral al culto y se permitieron visitas guiadas. En 1997 se procedió a la limpieza del retablo mayor gótico, y más tarde se abordó la del trascoro, las capillas y el órgano. En febrero de ese año se acordó un convenio de colaboración entre la Diputación General, el arzobispado de Zaragoza e Ibercaja para financiar las obras de restauración en la torre.
Oficialmente se considera terminada la restauración en noviembre de 1998, aunque aún quedaban áreas por limpiarse. En enero de 2000, la Diputación General de Aragón traspasó las obras de restauración al Cabildo Metropolitano.